# 217 Eudora
217 Eudora је астероид главног астероидног појаса са пречником од приближно 66,24 km.
Афел астероида је на удаљености од 3,749 астрономских јединица (АЈ) од Сунца, а перихел на 2,003 АЈ.
Ексцентрицитет орбите износи 0,303, инклинација (нагиб) орбите у односу на раван еклиптике 10,460 степени, а орбитални период износи 1782,180 дана (4,879 године).
Апсолутна магнитуда астероида је 9,80 а геометријски албедо 0,048.
Астероид је откривен 30. августа 1880. године.